# Batalla de las Pirámides
La batalla de las Pirámides tuvo lugar el 21 de julio de 1798 entre el ejército francés en Egipto bajo las órdenes de Napoleón Bonaparte y las fuerzas locales mamelucas.
En julio de 1798, Napoleón iba dirección El Cairo, después de invadir y capturar Alejandría. En el camino se encontró a dos fuerzas de mamelucos a 15 kilómetros de las pirámides, y a solo 6 de El Cairo. Los mamelucos estaban comandados por Murad Bey e Ibrahim Bey y tenían una poderosa caballería. Los mamelucos, a pesar de ser superiores en número, estaban equipados con una tecnología primitiva, tan solo tenían espadas, arcos y flechas; además, sus fuerzas quedaron divididas por el Nilo, con Murad atrincherado en Embabeh e Ibrahim a campo abierto.
Napoleón se dio cuenta de que la única tropa egipcia de cierto valor era la caballería. Él tenía poca caballería a su cargo y era superado en número por el doble o el triple. Se vio pues forzado a ir a la defensiva, y formó su ejército en cuadrados huecos con artillería, caballería y equipajes en el centro de cada uno, dispersando con fuego de artillería de apoyo el ataque de la caballería mameluca, que intentaba aprovechar los espacios entre los cuadros franceses. Entonces atacó el campamento egipcio de Embebeh, provocando la huida del ejército egipcio.
Tras la batalla, Francia obtuvo El Cairo y el bajo Egipto. Después de oír las noticias de la derrota de su legendaria caballería, el ejército mameluco de El Cairo se dispersó a Siria para reorganizarse. La batalla también puso fin a 700 años de mandato mameluco en Egipto. A pesar de este gran comienzo, la victoria del almirante Horatio Nelson diez días después en la batalla del Nilo acabó con las esperanzas de Bonaparte de conquistar Oriente Medio.

## Representaciones culturales
La batalla fue representada por François-André Vincent en un boceto, y por varios otros artistas.

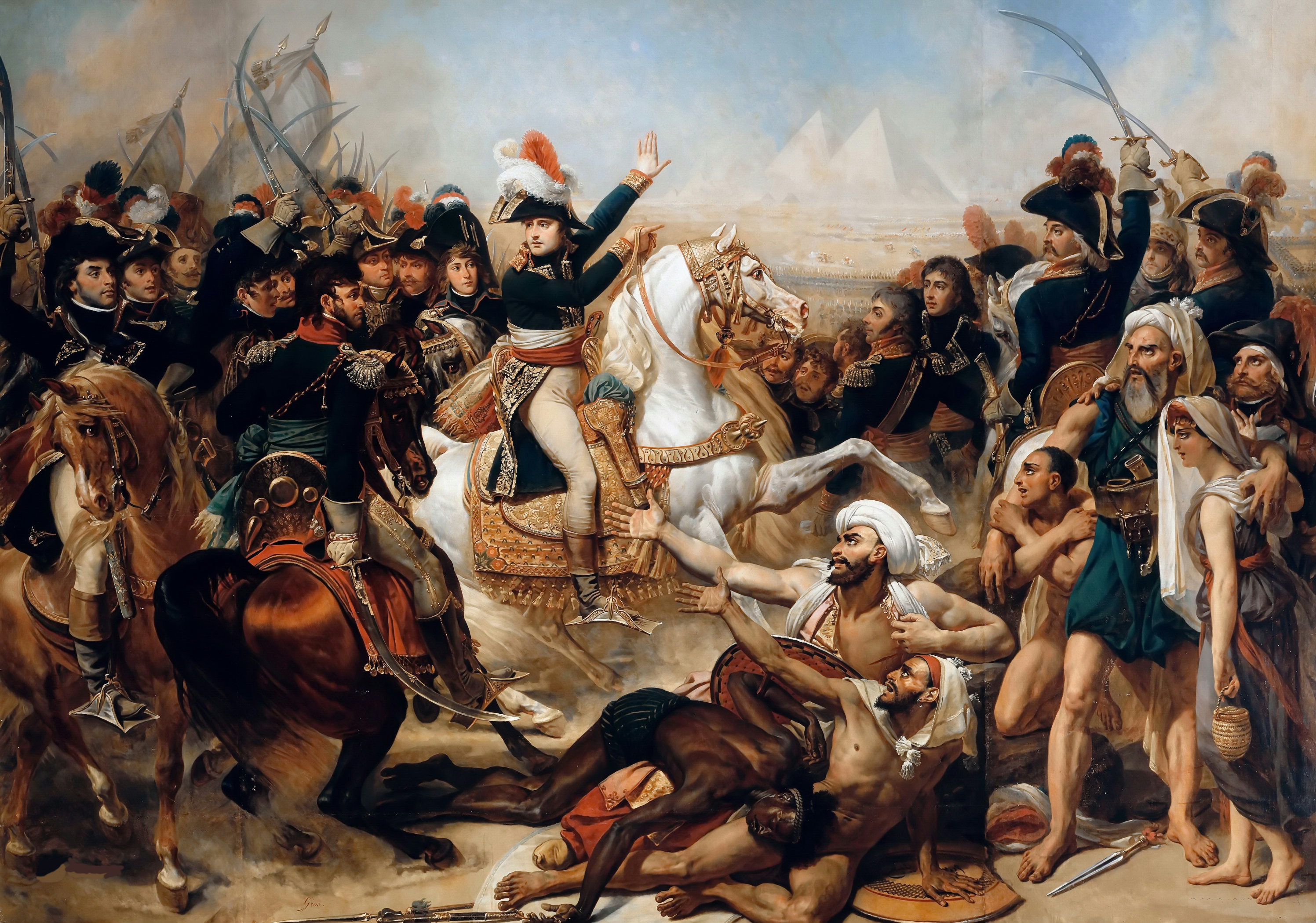
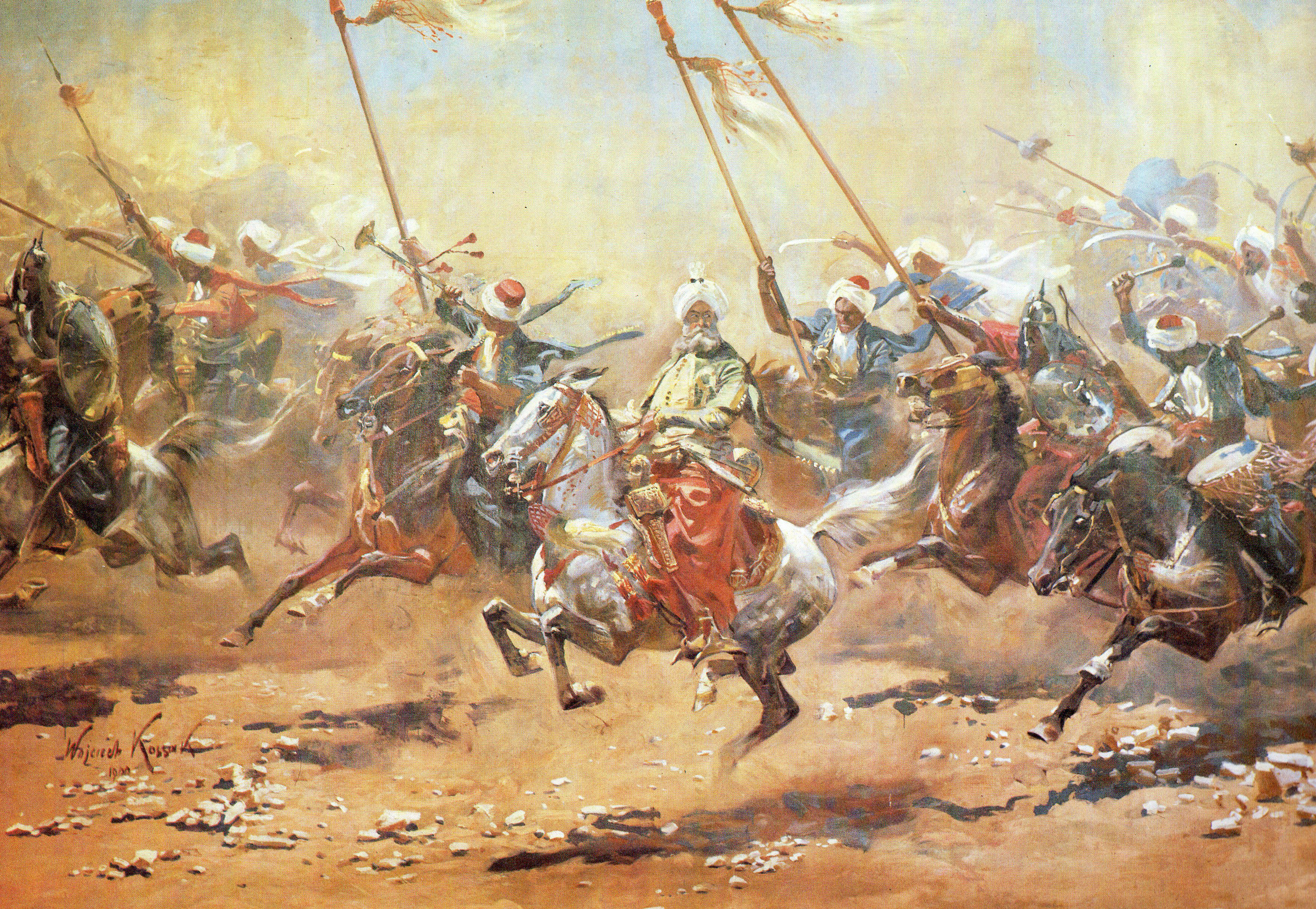